# Minimal Compact
Minimal Compact è un gruppo musicale new wave israeliano formatosi ad Amsterdam (Paesi Bassi) e attivo negli anni ottanta.

## Formazione
- Malka Spigel - basso, voce
- Samy Birnbach - voce
- Berry Sakharof - chitarra, tastiere, voce
- Max Franken - batteria
- Rami Fortis - chitarre, voce

## Discografia
- 1981: Minimal Compact
- 1982: One By One
- 1984: Pieces for Nothing - colonna sonora
- 1984: Made to Measure Vol. 1
- 1984: Next One Is Real
- 1984: Deadly Weapons
- 1984: Made to Measure Vol. 10
- 1985: Raging Souls
- 1987: Lowlands Flight
- 1987: The Figure One Cuts
- 1988: Minimal Compact Live
- 2003: Returning Wheel (Classics)
- 2004: There's Always Now (Remixes & Remakes)